# دغم العقوبات
دغم العقوبات مصطلح قانوني يعني أنه إذا ثبت عدة جنايات أو جنح يقضى بعقوبة لكل جريمة منها، ولا تنفذ إلا العقوبة الأشد.  حيث تدغم العقوبة الأخف بالعقوبة الأشد، وتنفذ العقوبة الأشد دون سواها.